# Эримо
Э́римо (яп. えりも町 Эримо-тё:) — посёлок в Японии, находящийся в уезде Хороидзуми округа Хидака губернаторства Хоккайдо. Площадь посёлка составляет 283,93 км², население — 5194 человека (30 июня 2014), плотность населения — 18,29 чел./км².

## Географическое положение
Посёлок расположен на острове Хоккайдо в губернаторстве Хоккайдо. Занимает одноимённый мыс, вдающийся в акваторию Тихого океана, оказывающего существенне влияние на климат. С ним граничат посёлки Самани, Хироо.

## Население
Население посёлка составляет 5194 человека (30 июня 2014), а плотность — 18,29 чел./км². Изменение численности населения с 1980 по 2005 годы:
| 1980 | 7520 чел. |  |
| 1985 | 7456 чел. |  |
| 1990 | 7034 чел. |  |
| 1995 | 6811 чел. |  |
| 2000 | 6248 чел. |  |
| 2005 | 5796 чел. |  |

## Символика
Деревом посёлка считается Rhododendron kaempferi, цветком — Rhododendron brachycarpum.